# Liste der Monuments historiques in Vauchamps
Die Liste der Monuments historiques in Vauchamps führt die Monuments historiques in der französischen Gemeinde Vauchamps auf.

## Liste der Objekte
| Bezeichnung                                   | Beschreibung                                                                      | Standort                           | Kennzeichnung | Schutzstatus | Datum | Bild |
| --------------------------------------------- | --------------------------------------------------------------------------------- | ---------------------------------- | ------------- | ------------ | ----- | ---- |
| Kasel                                         | Seide, bestickt, 18. Jahrhundert                                                  | in der Kirche St-Christophe (Lage) | PM51001316    | Classé       | 1992  |      |
| Tabernakel des Hauptaltars                    | Holz, farbig gefasst und vergoldet, 18. Jahrhundert                               | in der Kirche St-Christophe (Lage) | PM51003262    | Inscrit      | 1989  |      |
| Hauptaltar                                    | Altartisch; Holz, farbig gefasst, 18. Jahrhundert                                 | in der Kirche St-Christophe (Lage) | PM51002927    | Inscrit      | 1978  |      |
| Kronleuchter                                  | Kristallglas, 18. Jahrhundert                                                     | in der Kirche St-Christophe (Lage) | PM51002932    | Inscrit      | 1978  |      |
| Wandvertäfelung der Sakristei                 | Holz, 18. Jahrhundert                                                             | in der Kirche St-Christophe (Lage) | PM51003261    | Inscrit      | 1989  |      |
| Altarkreuz des Hauptaltars                    | Holz, farbig gefasst, 18. Jahrhundert                                             | in der Kirche St-Christophe (Lage) | PM51003263    | Inscrit      | 1989  |      |
| Skulptur Heiliger Christophorus (1)           | Gips, farbig gefasst, 17. Jahrhundert                                             | in der Kirche St-Christophe (Lage) | PM51001127    | Classé       | 1917  |      |
| Wandvertäfelung, zwei Windfänge und Türflügel | Holz, 18. Jahrhundert; zugehörig PM51001130                                       | in der Kirche St-Christophe (Lage) | PM51001129    | Classé       | 1960  |      |
| Kanzel                                        | Holz, 18. Jahrhundert                                                             | in der Kirche St-Christophe (Lage) | PM51001130    | Classé       | 1960  |      |
| Taufbecken                                    | Marmor, 18. Jahrhundert                                                           | in der Kirche St-Christophe (Lage) | PM51002928    | Inscrit      | 1978  |      |
| Antiphonar                                    | aus dem 18. Jahrhundert                                                           | in der Kirche St-Christophe (Lage) | PM51003264    | Inscrit      | 1989  |      |
| Adlerpult                                     | Holz, 18. Jahrhundert                                                             | in der Kirche St-Christophe (Lage) | PM51001128    | Classé       | 1917  |      |
| Kelch                                         | Silber, vergoldet, gemarkt 1768, von Jean de La Paix                              | in der Kirche St-Christophe (Lage) | PM51001315    | Classé       | 1992  |      |
| Stola und Manipel                             | Seide, bestickt, 18. Jahrhundert                                                  | in der Kirche St-Christophe (Lage) | PM51001317    | Classé       | 1992  |      |
| Bursa                                         | Seide, bestickt, 18. Jahrhundert                                                  | in der Kirche St-Christophe (Lage) | PM51001318    | Classé       | 1992  |      |
| Zwei Seitenaltäre                             | jeweils Altartisch, Tabernakel und Retabel; Holz, farbig gefasst, 18. Jahrhundert | in der Kirche St-Christophe (Lage) | PM51002926    | Inscrit      | 1978  |      |
| Gemälde Abendmahl                             | Ölfarbe auf Leinwand, Holzrahmen, 18. Jahrhundert                                 | in der Kirche St-Christophe (Lage) | PM51002930    | Inscrit      | 1978  |      |
| Grabstein der Dame von Saint-Vallier          | Marmor, 18. Jahrhundert                                                           | in der Kirche St-Christophe (Lage) | PM51002929    | Inscrit      | 1978  |      |
| Beichtstuhl                                   | Holz, 18. Jahrhundert                                                             | in der Kirche St-Christophe (Lage) | PM51002931    | Inscrit      | 1978  |      |
| Skulptur Heiliger Christophorus (2)           | Holz, 18. Jahrhundert                                                             | in der Kirche St-Christophe (Lage) | PM51002933    | Inscrit      | 1978  |      |